# Naturschutzgebiet Schneeberg (Meschede)
Das Naturschutzgebiet Schneeberg mit einer Größe von 1,6 ha lag im Arnsberger Wald nördlich von Enste im Stadtgebiet Meschede. Das Gebiet wurde 1994 mit dem Landschaftsplan Meschede durch den Hochsauerlandkreis als Naturschutzgebiet (NSG) ausgewiesen. Das NSG bestand aus drei Teilflächen (hier, hier und hier). Die südliche Teilfläche lag nur etwa 80 m vom nordöstlichen Rand des Naturschutzgebietes Oberes Gebketal entfernt. Bei der Neuaufstellung des Landschaftsplanes Meschede wurde das NSG dann Teil vom neuen Naturschutzgebiet Arnsberger Wald (Meschede).

## Gebietsbeschreibung
Beim NSG handelt es sich um drei Komplexe aus Quellen, Quellrinnsalen und Roterlenbruchwaldinseln im Bereich des Schneeberges. Im NSG kommen seltene Tier- und Pflanzenarten vor. Das NSG ist von großflächigen Rotfichtenwäldern umgeben.
Im NSG wurden gefährdete Pflanzenarten nachgewiesen.

## Schutzzweck
Wie alle Naturschutzgebieten im Landschaftsplangebiet wurde das NSG „zur Erhaltung von Lebensgemeinschaften oder Lebensstätten bestimmter wildlebender Pflanzen und wildlebender Tierarten, aus wissenschaftlichen, naturgeschichtlichen, landeskundlichen oder erdgeschichtlichen Gründen oder wegen der Seltenheit, besonderen Eigenart oder hervorragenden Schönheit einer Fläche oder eines Landschaftsbestandteils“ als NSG ausgewiesen.
Zum Schutzzweck speziell des NSG führt der Landschaftsplan, neben den normalen Schutzzwecken für alle NSG im Landschaftsplangebiet, auf: „Erhaltung großflächiger Quellregionen mit naturnahen Feuchtwaldgesellschaften als wertvoller Lebensraum von lokaler Bedeutung für Pflanzen- und Tierarten; Rote-Liste-Pflanzenarten; Gebiet fällt unter § 20 BNatSchG.“